# Dirgantara Air Services
Dirgantara Air Services was een Indonesische luchtvaartmaatschappij met haar thuisbasis in Jakarta. De luchtvaartmaatschappij werd opgericht in 1971 en opereerde voornamelijk vanuit haar hubs Samarinda (Samarinda Airport), Banjarmasin en Pontianak.
In 2008 werd de licentie ingetrokken, op 5 maart 2013 werd het faillissement uitgesproken. 

## Vloot
De vloot van Dirgantara Air Services bestond bij opheffing uit:
- 2 ATR-42-300
- 6 Britten Norman BN2A Islander
- 2 Indonesian Aerospace 212-100
- 6 Indonesian Aerospace 212-200